# Le rossignol anglais
Le rossignol anglais (französisch für „Die englische Nachtigall“) ist ein Chanson von Hugues Aufray mit einem Text von Pierre Delanoë, das 1965 bei Disques Barclay veröffentlicht wurde. Das Lied wurde in mehreren Sprachen und von verschiedenen Interpreten gecovert. Es handelt von einem müden Wanderer, der bei einer fremden Schönen Unterkunft und etwas mehr erbittet. Der im Deutschen bekannte Text des von Udo Jürgens gesungenen Schlagers mit dem Titel Es wird Nacht, Señorita stammt von Walter Brandin.
Ursprünglich stammt das Lied aus Venezuela und wurde 1954 von dem venezolanischen Dichter Germán Fleitas Beroes (1916–1994) für den Barden Juan Vicente Torrealba (1917–2019) geschrieben und im gleichen Jahr von dessen Gruppe Los Torrealberos mit Mario Suárez als Sänger veröffentlicht. Dieses Joropo-Lied (Los garceros) handelt von den melancholischen Gedanken eines Verliebten beim Betrachten des majestätischen Flugs der Reiher über der Wasseroberfläche eines Flusses in den venezolanischen Llanos.
Bekannt sind die folgenden Interpretationen bzw. Cover-Versionen:
- Le rossignol anglais von Hugues Aufray (1965)
- Le rossignol anglais von Mireille Mathieu (1966)
- Los garceros von Juan Vicente Torrealba (1966)
- Es wird Nacht, Señorita von Udo Jürgens (1968)
- Slavíci z Madridu von Waldemar Matuška (1968)
- Het wordt nacht Signorita von Ben Cramer (1969)
- Es wird Nacht, Señorita von Otto Waalkes (1973)
- Los Garceros von Giorgos Dalaras (1987)